# گرومو
گرومو (به ایتالیایی: Gromo) یک کومونه در ایتالیا است که در استان برگامو واقع شده‌است.

## خصوصیات
گرومو ۲۰٫۰ کیلومترمربع مساحت و ۱٬۲۴۶ نفر جمعیت دارد و ۶۷۶ متر بالاتر از سطح دریا واقع شده‌است.